# Жоанно, Альфред
Альфред (Шарль-Анри-Альфред) Жоанно (фр. Alfred Johannot; 1800—1837) — французский художник и гравёр; брат художников Шарля и Тони Жоанно.

## Биография
Родился 21 марта 1800 года в городе Оффенбах, Германия, в семье французских беженцев, оказавшихся в Германии после подписания Нантского эдикта.
Свою художественную деятельность начинал как гравер, будучи учеником своего старшего брата Шарля; затем стал профессиональным художником. В 1831 году он дебютировал в Парижском салоне. Некоторые его работы были собраны Луи Филиппом I и выставлены в Версальском дворце. Главные произведения его кисти — «Арест Жоанно де Креспьера, во времена Ришельё» (1831), «Въезд герцогини Монпансье в Орлеан во время Фронды в 1652» (1833), «Генрих II и его семейство» (1835), «Мария Стюарт покидает Шотландию» (1837) и «Браттеленская битва» (1837).
Также Жоанно разрабатывал обложки для иллюстрированных французских изданий произведений многих британских писателей, среди которых были труды Байрона.
Умер 7 декабря 1837 года в Париже.